# Ragnar Jonsson

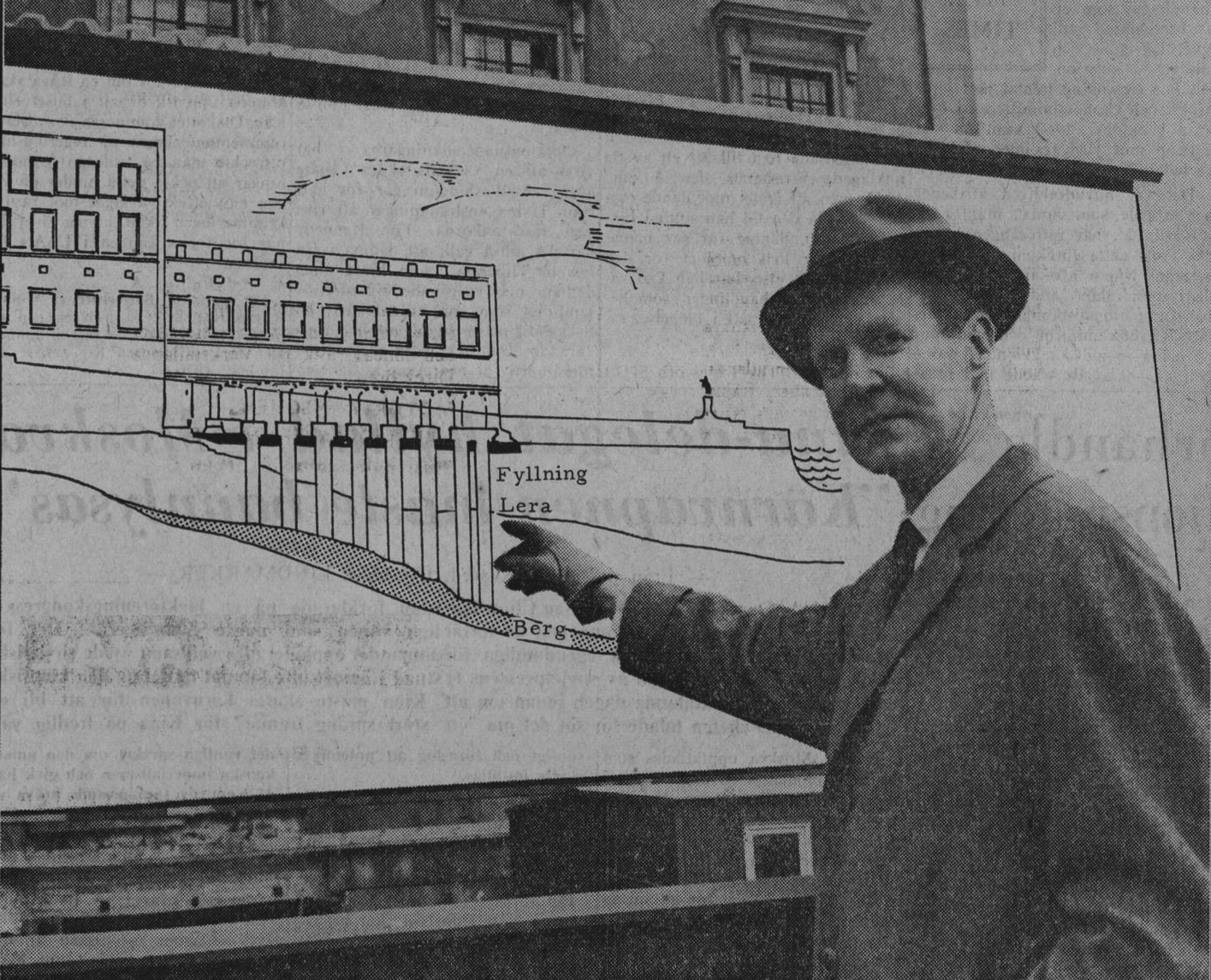
Ragnar Jonsson 1963

Gustaf Ragnar Jonsson, född 31 maj 1918 i Stockholm, död 20 februari 2001 i Oscars församling därstädes, var en svensk arkitekt.

## Biografi

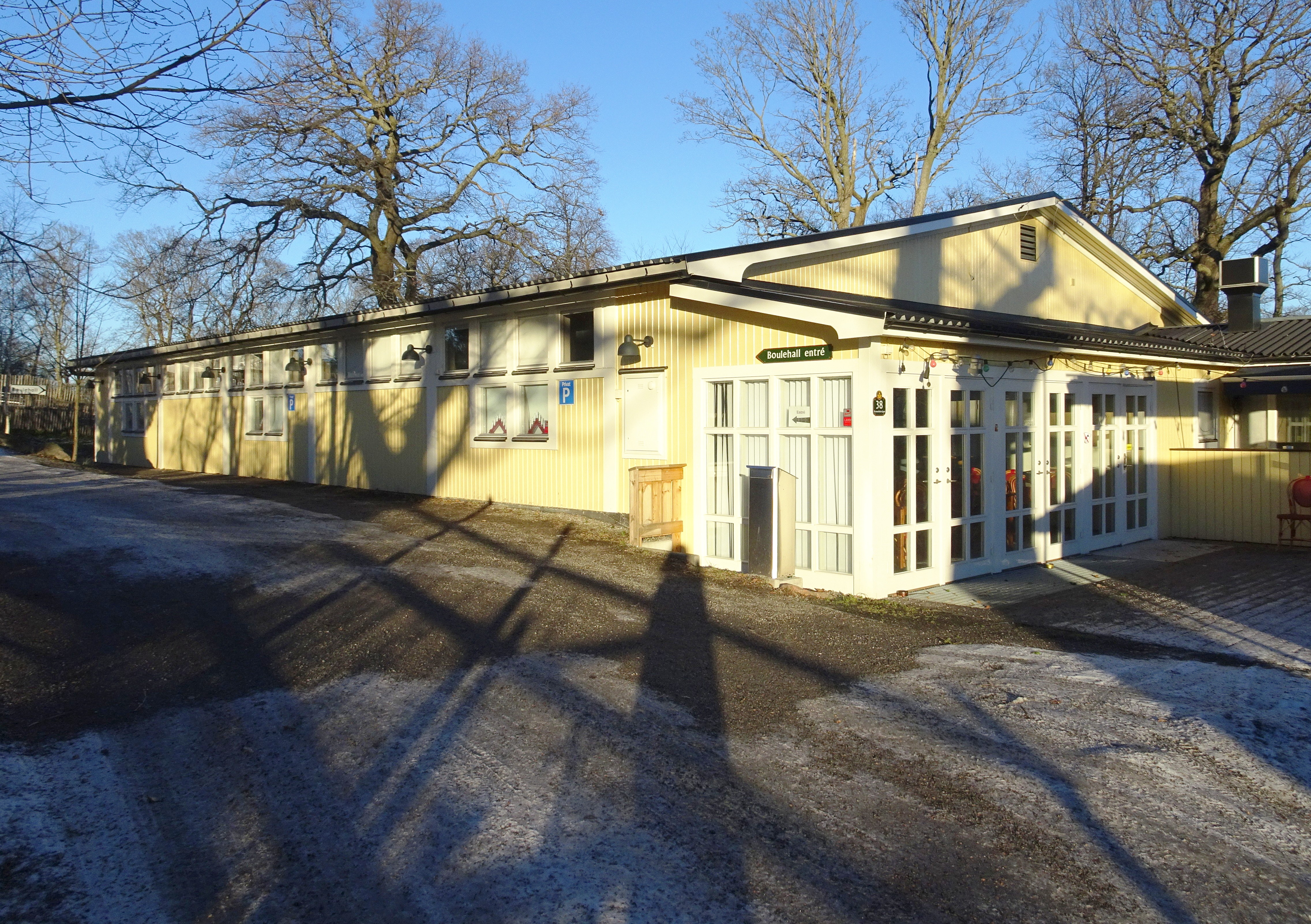
Prins Bertils boulehall på Djurgården ritades av Jonsson 1989.

Jonsson fick sin utbildning som arkitekt vid Kungliga Tekniska Högskolan 1942 och vid Kungliga Konsthögskolan 1948. Mellan 1942 och 1950 var han anställd på ett arkitektkontor. Efter 1950 var han arkitekt vid Byggnadsstyrelsen, där han blev intendent 1953 och avdelningsdirektör mellan 1967 och 1984. Mellan 1960 och 1998 var han verksam för Djurgårdsförvaltningen. Under många år var han tillsammans med familjen bosatt i södra flygeln av före detta Köksbyggnaden vid Rosendals slott.
Jonsson deltog som ansvarig arkitekt i flera kyrkorenoveringar, bland annat Eggvena kyrka, Västerlövsta kyrka, Länna kyrka, Tegelsmora kyrka, Tyringe kyrka, Överenhörna kyrka och Österviks kapell. På Rosendal ritade han Prins Bertils boulehall som stod färdig 1989.
Jonsson var slottsintendent för Stockholms slott 1955–1989. Som slottsarkitekt var han verksam för:
- Tullgarns slott (1955–1990)
- Ulriksdals slott (1955–1991)
- Rosersbergs slott (1956–1992)
- Gripsholms slott (1983–1990)

Ragnar Jonsson är begravd på Norra begravningsplatsen utanför Stockholm.